# Муадаміят-аш-Шам
Муадаміят-аш-Шам (араб. معضمية الشام) — місто в центрі Сирії, у провінції Дамаск. Відповідно до даних Сирійського центрального бюро статистики, за переписом 2004 р., населення міста становило 52 738 осіб.